# Данијел Бернули
Данијел Бернули (фр. Daniel Bernoulli; Гронинген, 8. фебруар 1700 — Базел, 17. март 1782) био је швајцарски лекар, физичар и математичар. Син Јохана Бернулија и братанац Јакоба Бернулија.
Стицао је знања из математике и природних наука, предавао је математику, анатомију, ботанику и физику. Био је пријатељ Леонарда Ојлера, заједно су сарађивали на више поља математике и физике (десет пута су заједно поделили годишњу награду Академије наука у Паризу). Различити проблеми које је покушавао да разреши (теорија еластичности, механика таласа) нагнали су га да развије такав математички апарат као што су диференцијалне једначине и редови. Сарађивао је исто тако и са Жаном ле Рон Даламбером у заједничкој студији о вибрирајућим струнама. Био је први који је употребио симбол „А.S.“ да би означио функцију аркус синуса.
Провео је неколико година као професор математике у Санкт Петербургу, али највећи део његове научне каријере се одвијао на универзитету у Базелу где је држао предавања из медицине, астрономије и филозофије. Био је, баш и као његов отац, члан Академије наука у Паризу, Лондону, Берлину и Санкт Петербургу.

## Рани живот
Данијел Бернули је рођен у Гронингену, у Холандији, у породици угледних математичара. Породица Бернули је пореклом из Антверпена, у то време у Шпанској Холандији, али је емигрирала да би избегла шпански прогон протестаната. Након кратког периода у Франкфурту, породица се преселила у Базел, у Швајцарску.
Данијел је био син Јохана Бернулија (један од раних развијача рачуна) и нећак Јакоба Бернулија (рани истраживач теорије вероватноће и откривач математичке константе e). Имао је два брата, Никлауса и Јохана II. Данијела Бернулија је В. В. Роусе Бол описао као „далеко најспособнијег од млађих Бернулија“. Сматра се да је имао лош однос са оцем. Након што су обојица ушли и изједначили се за прво место на научном такмичењу на Универзитету у Паризу, Јохан је, не могавши да поднесе „срамоту“ да буде упоређен са Даниеловим као једнаким, забранио Данијелу излазак из његове куће. Јохан Бернули је такође плагирао неке кључне идеје из Даниелове књиге Хидродинамика у својој књизи Хидраулика коју је датирао уназад пре Хидродинамике. Упркос Даниеловим покушајима да се помири, његов отац је био љут све до своје смрти.
Око школског узраста, његов отац Јохан Бернули га је охрабрио да студира бизнис, јер су математичара су чекале слабе награде. Међутим, Данијел је то одбио, јер је желео да студира математику. Касније је попустио очевој жељи и студирао бизнис. Отац га је тада замолио да студира медицину, а Данијел је пристао под условом да му отац приватно предаје математику, што су наставили неко време. Данијел је студирао медицину у Базелу, Хајделбергу и Стразбуру, и докторирао анатомију и ботанику 1721. године.
Био је савременик и близак пријатељ Леонхарда Ојлера. Он је отишао је у Санкт Петербург 1724. године као професор математике, али је тамо био веома несрећан. Привремена болест заједно са цензуром Руске православне цркве и неслагања око плате дали су му изговор да напусти Санкт Петербург 1733. године. Вратио се на Универзитет у Базелу, где је сукцесивно држао катедре за медицину, метафизику и природну филозофију до своје смрти.

## Математички рад
Његово најраније математичко дело било је Exercitationes (Математичке вежбе), објављено 1724. уз помоћ Голдбаха. Две године касније он је први пут указао на честу пожељност разлагања сложеног кретања у покрете транслације и кретање ротације. Његово главно дело је Хидродинамика, објављено је 1738. Оно подсећа на Аналитичку механику Жозефа Луја Лагранжа по томе што је распоређено тако да су сви резултати последице једног принципа, наиме, очувања енергије. Затим су уследили мемоари о теорији плиме и осеке, којима је, заједно са мемоарима Ојлера и Колина Маклорена, додељена награда Француске академије: ова три мемоара садрже све што је на ову тему урађено између објављивања Philosophiae Naturalis Principia Mathematica Исака Њутна и истраживања Пјер-Симона Лапласа. Бернули је такође написао велики број радова о разним механичким питањима, посебно о проблемима везаним за вибрирајуће жице, и решењима која су дали Брук Тејлор и Жан ле Рон д'Аламбер.
Бернули и Ојлер су заједно покушали да открију више о протоку течности. Посебно су желели да сазнају о односу између брзине протока крви и њеног притиска. Да би ово истражио, Данијел је експериментисао пробијањем зида цеви сламчицом отвореног краја и приметио да је висина до које се течност подигла уз сламку била повезана са притиском течности у цеви.
Убрзо су лекари широм Европе мерили крвни притисак пацијената тако што су забадали стаклене цеви са врхом директно у њихове артерије. Тек око 170 година касније, 1896. године, један италијански лекар је открио мање болну методу која је и данас у употреби. Међутим, Бернулијев метод мерења притиска се и данас користи у савременим авионима за мерење брзине ваздуха кроз који пролази авион; то је његова брзина ваздуха.
Проводећи своја открића даље, Данијел Бернули се сада вратио свом ранијем раду о очувању енергије. Било је познато да тело које се креће размењује своју кинетичку енергију за потенцијалну када добије висину. Данијел је схватио да на сличан начин флуид који се креће мења своју специфичну кинетичку енергију за притисак, при чему је прва кинетичка енергија по јединици запремине. Математички, ова законитост се сада пише:
{\displaystyle {\tfrac {1}{2}}\rho u^{2}+P={\text{constant}}}
где је P притисак, ρ је густина течности и u је њена брзина.
- Копија Бернулијеве Хидродинамике из 1738
- Прва страница првог одељка копије Хидродинамике из 1738

## Економија и статистика
У својој књизи из 1738. године Specimen theoriae novae de mensura sortis (Излагање нове теорије о мерењу ризика), Бернули је понудио решење за Санктпетербуршки парадокс као основу економске теорије аверзије ризика, премије ризика, и корисности. Бернули је често примећивао да приликом доношења одлука које су укључивале извесну неизвесност, људи нису увек покушавали да максимизирају своју могућу новчану добит, већ су радије покушавали да максимизирају „корисност“, економски термин који обухвата њихово лично задовољство и корист. Бернули је схватио да за људе постоји директна веза између добијеног новца и корисности, али да се она смањује како се добијени новац повећава. На пример, особи чији је приход 10.000 долара годишње, додатних 100 долара прихода ће обезбедити више користи него што би то било особи чији приход износи 50.000 долара годишње.
Један од најранијих покушаја да се анализира статистички проблем који укључује цензурисане податке била је Бернулијева анализа података о обољевању и морталитету од малих богиња из 1766. како би се демонстрирала ефикасност инокулације.

## Публикације
У свом делу Хидродинамика, он истиче значај принципа о одржању енергије, и износи прве елементе кинетичке теорије гасова. Гасовити молекули у побуђеном стању, које је утолико јаче изражено уколико је виши притисак, ударају о унутрашње зидове посуде у којој се налазе; укупни притисак представља резултанту тих појединачних удара. У том делу су исто тако изнети и радови о таласима, као и о вибрирајућим струнама.
Објавио је 1738:
- своје дело Хидродинамика у коме је изнео основну теорему механике флуида која данас носи његово име: Бернулијева теорема
- и „Теорију о мерењу ризика“, у којој је тзв. Парадокс из Санкт Петербурга − који се касније изродио у расправу између њега и његовог брата Николаса − урадио темељ економској теорији корисности
- Pieces qui ont remporté le Prix double de l'Academie royale des sciences en 1737 (на језику: француски). Paris: Imprimerie Royale. 1737.